# Линярский, Владислав

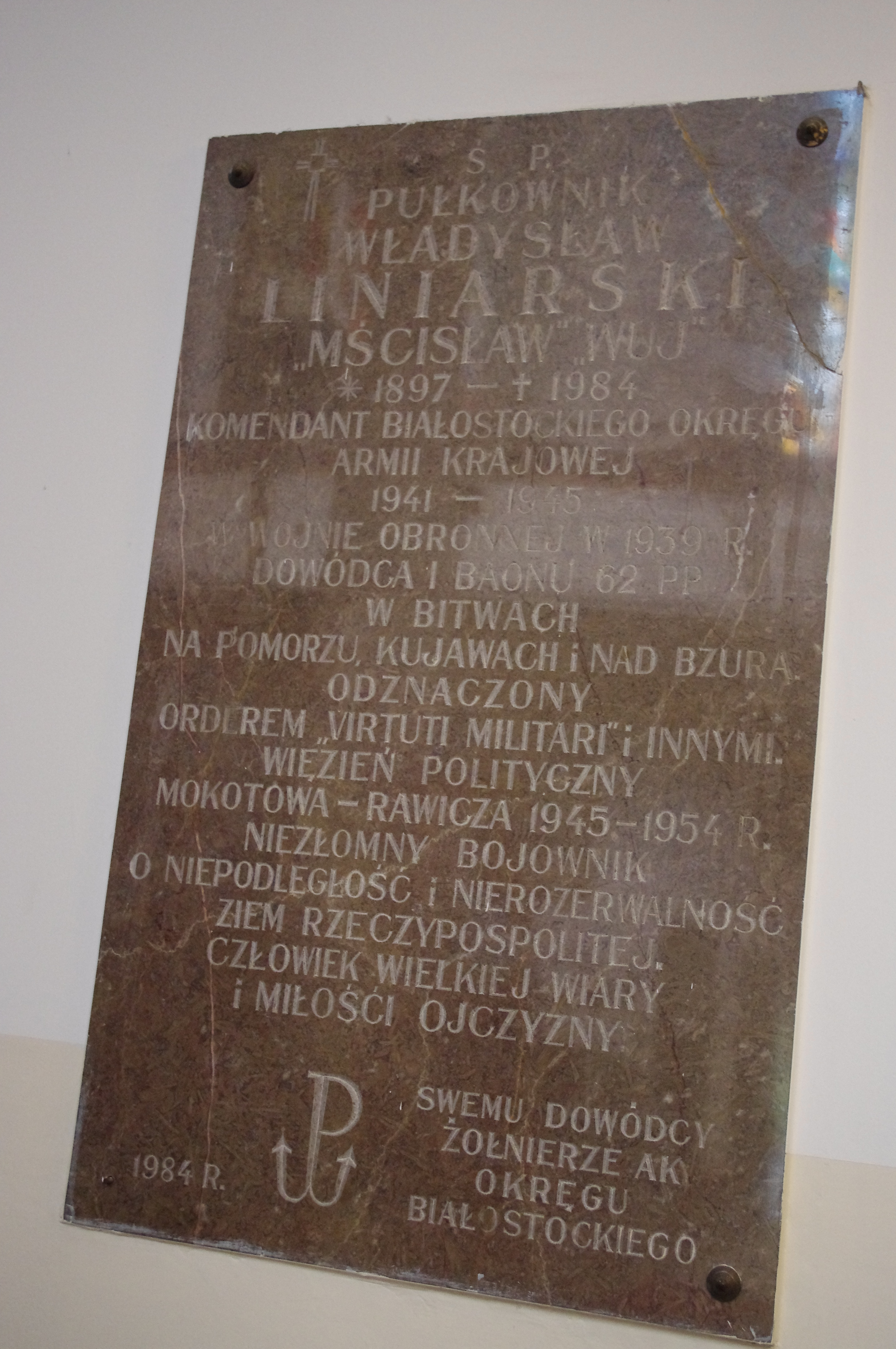
Памятная табличка в церкви святого Станислава Костки (Варшава)

Владислав Линярский (пол. Władysław Liniarski; 23 ноября 1897 — 11 апреля 1984) — польский военачальник, полковник Войска Польского, в годы Второй мировой войны — командир Белостокского округа Армии Крайовой, в 1944—1945 годах был одним из лидеров антисоветского подпольного движения в Белостокском округе. Основатель Гражданской Армии Крайовой. Был осуждён на смертную казнь, заменённую тюремным заключением. В ПНР — член диссидентской организации «Инициатива самоопределения народа».

## Биография
Был сыном деревенского плотника, владельца земель под Влощовой. Учился в педагогической семинарии в годы Первой мировой войны. В 1917 году Владислав Линярский вступил в Польскую военную организацию. В годы советско-польской войны нёс службу капралом в 24-м пехотном полку. После войны долгое время работал в канцеляриях и интендентурах. В 1932 году служил в окружном штабе 9-го корпуса в Бресте. С 1 июля 1925 года служил в звании лейтенанта в корпусе офицеров администрации. В 1934 году был переведён в 62-й пехотный полк «Дети Быдгоща».
В сентябре 1939 года Владислав Линярский командовал батальоном во время обороны Поморья и участвовал в битве на Бзуре. Получив ранение в Кампиносской пуще, попал в плен, откуда вскоре сбежал. В звании капитана Владислав Линярский вступил в СВБ, где принял псевдоним Мстислав. Руководил Белостокским округом СВБ-АК.
В 1943 году Владислав Линярский отдал приказ о ликвидации «еврейско-коммунистических банд», что стало сигналом для действий польских солдат Армии Крайовой против коммунистических групп движения Сопротивления и началом еврейских погромов, а также поводом для обвинения в антисемитизме. Приказом № 256 от 20 апреля 1944 году Владислав Линярский переименовал отряды Белостокского округа, придав им названия полков Войска Польского.
Владислав Линярский был исполнителем акции «Буря» в Белостокским округе АК. 10 июля 1944 года отдал приказ о начале акции в Ломжинском инспекторате.
20 сентября 1944 года к полковнику Владиславу Линярскому прибыл ротмистр Зигмунт «Лупашко» Шендзеляж с остатками 5-й Виленской бригады Армии Крайовой. Владислав Линярский отдал приказ Зигмунту Шендзеляжу отправиться в Беловежскую Пущу и отыскать там остатки виленских и новогрудских подразделений Армии Крайовой. В начале ноября 1944 года под командование Владислава Линярского перешёл подпоручик Лех Бейнар (в будущем известный польский историк и публицист, писавший под псевдонимом «Павел Ясеница»). В конце января — начале февраля 1945 года Владислав Линярский назначил майорa Зигмунта Шендзеляжa командиром всех лесных подразделений АКО, а 5-я Виленская бригада стала основным ударным подразделением в округе. Владислав Линярский проигнорировал приказ командования Армии Крайовой от 19 января 1945 года (Своим последним приказом от 19 января 1945 года руководство Армии Крайовой, поблагодарив всех своих солдат за службу родине, освободило их от присяги и заявило о самороспуске АК).
Линярский не признал приказа от 19 января. 15 февраля 1945 года своим приказом он преобразовал Белостокский округ Aрмии Крайовой в новую вооружённую антикоммунистическую организацию — Гражданскую Армию Крайову (АКО). Линярский приказал сохранить на нелегальном положении конспиративные отряды и подпольные конспиративные группы AK, все оружие и все приёмопередающие радиостанции. АКО провела ряд вооружённых акций против коммунистических властей.
В мае 1945 года Владислав Линярский был подчинён Делегатуре Вооружённых Сил Польши, которая провела расследование по его причастности к военным преступлениям. Белостокский воевода Стефан Дыбовский лично проводил проверку и выяснял структуру Белостокского округа АКО. 31 июля 1945 года в Брвинове (под Варшавой) Владислав Линярский был арестован, а 20 мая 1946 за антигосударственную деятельность был приговорён к смертной казни, заменённой на 10 лет тюрьмы.
Белостокский округ АКО вступил в состав движения «Свобода и Независимость». Его солдаты продолжали антисоветскую деятельность. На практике полевые командиры «Свободы и Независимости» часто не подчинялись указаниям руководящих органов организации.
В марте 1951 года во время процесса против генерала Эмиля Фильдорфа уже тяжело больной Владислав Линярский, который не мог сам ходить, давал показания по делу против своего бывшего руководителя из Кедыва. В 1954 году его освободили из тюрьмы по состоянию здоровья, а спустя 3 года 16 и 20 августа 1957 Владислав Линярский дал показания вице-прокурору Станиславу Крыгелю по делу Фильдорфа, что фактически его реабилитировало.
В 1979 году Владислав Линярский вступил в организацию «Инициатива самоопределения народа», которая была одной из польских оппозиционных организаций, где проработал до конца жизни.

## Награды
Награждён Серебряным крестом Ордена Virtuti Militari, Золотым Крестом Заслуг и Орденом Возрождения Польши III степени (посмертно).